# Гуляева, Александра Алексеевна
Александра Алексеевна Гуляева (род. 30 апреля 1994, Приволжск, Ивановская область) — российская легкоатлетка. Мастер спорта России международного класса.
Начала заниматься лёгкой атлетикой в 2007 году у Н. Л. Поповой, а с 2010 года, поступив в Ивановский государственный энергетический университет, перешла к Е. Н. Торгову.
Выступала в юниорских соревнованиях на чемпионате Европы по кроссу: в 2011 году завоевала серебро в командном зачёте, а в 2013 году заняла шестое место в личном первенстве на дистанции 4 км.
Участница чемпионата Европы 2013 года среди юниоров по лёгкой атлетике, проходившем в Италии.
На национальном уровне Гуляева неоднократно становилась победителем и призёром в беге на средние дистанции и кроссе. В частности, она завоевала 10 золотых, 4 серебряные и 1 бронзовую медаль на летнем чемпионате России, а также 5 золотых, 2 серебряные и 2 бронзовые медали на зимнем чемпионате.
В 2019 году Александра Гуляева показала лучший результат сезона в Европе в беге на 800 метров — 1 минута 59,37 секунды. Тем не менее, выступить на чемпионате мира в Катаре Гуляевой не удалось, так как ей было отказано в предоставлении нейтрального статуса. При этом по итогам 2019 года она стала самой тестируемой спортсменкой страны, пройдя 12 допинг-тестов, проведённых инспекторами РУСАДА.
Её результат в беге на 2000 метров в помещении, показанный 7 января 2018 года в Екатеринбурге (5:42.12), входит в число 20 лучших в истории этой дисциплины.
Работает спортсменом-инструктором спортивной школы № 8 «Спартак» в Ивановской области.

## Достижения
Чемпионат России по лёгкой атлетике на открытом воздухе:
- 800 м — золото (2016, 2017, 2019, 2020, 2021, 2022)
- 1500 м — золото (2018, 2019, 2020), серебро (2022, 2023, 2024)
- Кросс 5 км — золото (2018)
- Кросс 6 км — серебро (2016), бронза (2017)

Чемпионат России по лёгкой атлетике в помещении:
- 800 м — золото (2020, 2021), серебро (2019), бронза (2017)
- 1500 м — золото (2018), бронза (2016)
- 1 миля — золото (2017, 2021), серебро (2022)